# Albert Corominas Bertran
|  | Aquest article és sobre el piragüista Albert Corominas Bertran. Per a l'Albert Corominas enginyer industrial, vegeu Albert Corominas Subias. |

Albert Corominas Bertran (Banyoles, 26 de desembre de 1981) és un entrenador i esportista de la secció de piragüisme del Club Natació Banyoles.
El 2008 comença amb la modalitat de Kayak Mar quedant 1r al Campionat d'Espanya de Kayak Mar a Portopetro en K2 amb Josep Caixàs Gimeno de company. El mes de desembre participa en el Campionat del Món de Kayak Mar a Dubai, a la famosa competició de Dubai Shamaal, i queda 28è, essent el primer Europeu i el tercer palista d'aigües tranquil·les.
Forma part de l'equip nacional de piragüisme i ha estat subcampió mundial de marató en K2.